# Harnish Creek
Koordinaten: 77° 37′ S, 163° 13′ O
Der Harnish Creek ist ein 5 km langer Gletscherbach im ostantarktischen Viktorialand. Er fließt von einem namenlosen Gletscher östlich des Crescent-Gletschers in nördlicher Richtung in den östlichen Teil des Fryxellsees im Taylor Valley.
Benannt ist der Fluss nach dem US-amerikanischen Hydrologen Richard A. Harnish, der für den United States Geological Survey zwischen 1988 und 1989 sowie zwischen 1990 und 1991 an Feldforschungen zum Flusssystem des Fryxellsees beteiligt war.